# Eduardo Herrera Barros
Claudio Eduardo Herrera Barros (Rancagua, Chile, 25 de agosto de 1944) es un exfutbolista chileno. Jugaba de defensa.

## Trayectoria
Futbolísticamente se formó en el Liceo de Hombres de Rancagua y en O'Higgins. Fue seleccionado de Rancagua en el Nacional Juvenil de 1961.
Ese mismo año, 1961, debutó profesionalmente jugando en primera división defendiendo los colores de O'Higgins. En 1965 fue contratado por Santiago Wanderers, club en el que jugó hasta el año 1973.
Los años 1974 y 1975 jugó por Colo-Colo.
En 1976 vuelve a O'Higgins que ese año compite en la primera División B, equipo que ese año fue subcampeón y asciende a la Primera A.
Destacó por su potente remate de media distancia. En el transcurso del tiempo se especializó como ejecutante de penales.

## Selección nacional
Fue internacional con la Selección de fútbol de Chile entre los años 1967 y 1973 y su registro indica la participación en 20 partidos.

#### Participaciones en Copa América
| Torneo            | Sede    | Resultado     |
| ----------------- | ------- | ------------- |
| Sudamericano 1967 | Uruguay | Tercer puesto |

## Clubes
| Club               | País  | Año       |
| ------------------ | ----- | --------- |
| O'Higgins          | Chile | 1961-1963 |
| Santiago Wanderers | Chile | 1964-1973 |
| Colo-Colo          | Chile | 1974-1975 |
| O'Higgins          | Chile | 1976-1977 |

## Palmarés

### Campeonatos nacionales
| Título           | Club               | País  | Año  |
| ---------------- | ------------------ | ----- | ---- |
| Primera División | Santiago Wanderers | Chile | 1968 |
| Copa Chile       | Colo-Colo          | Chile | 1974 |

### Distinciones individuales
| Distinción | Año  |
| --- | ---- |
| Medalla de Oro al jugador más correcto de primera división, otorgado por el Sindicato de Árbitros Profesionales | 1971 |